# Forcarei

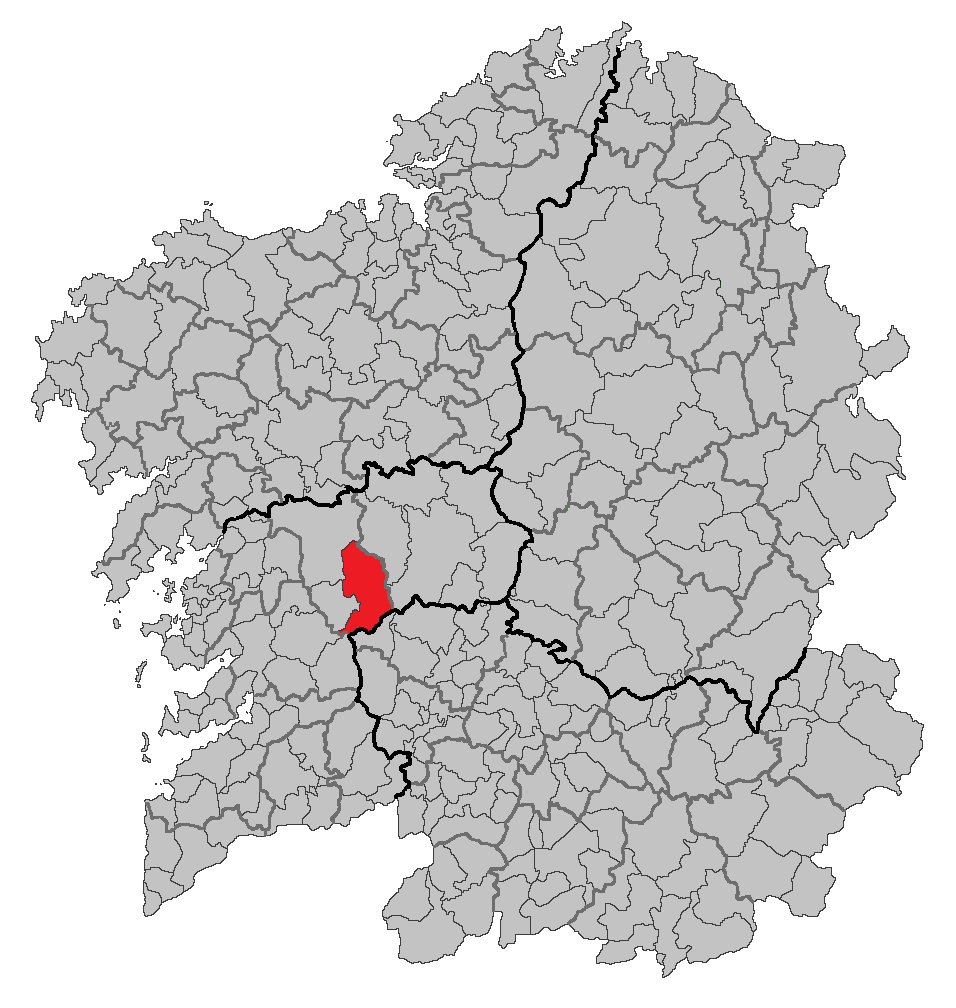
Localização de Forcarei

Forcarei (Forcarey em espanhol) é um município da Espanha na província de Pontevedra, comunidade autónoma da Galiza, de área 167,7 km² com população de 4505 habitantes (2006) e densidade populacional de 27,36 hab/km².

## Demografia
| Variação demográfica do município entre 1991 e 2004 | Variação demográfica do município entre 1991 e 2004 | Variação demográfica do município entre 1991 e 2004 | Variação demográfica do município entre 1991 e 2004 |
| --------------------------------------------------- | --------------------------------------------------- | --------------------------------------------------- | --------------------------------------------------- |
| 1991                                                | 1996                                                | 2001                                                | 2004                                                |
| 5873                                                | 5301                                                | 4801                                                | 4616                                                |

1. ↑  «Cifras oficiales de población resultantes de la revisión del Padrón municipal a 1 de enero» (ZIP). www.ine.es (em espanhol). Instituto Nacional de Estatística de Espanha. Consultado em 19 de abril de 2022
2. ↑  «Forcaricense». Estraviz